# Giuliano Soderini
Giuliano Soderini, francesizzato in Julien Sodérini (Firenze, 1491 – Saintes, 30 luglio 1544), è stato un vescovo cattolico e diplomatico italiano.

## Biografia
Nato a Firenze da Paolo Antonio Soderini e Margherita Strozzi, era nipote del cardinale Francesco Soderini. 
Divenne vescovo di Volterra il 23 maggio 1509 per rinuncia dello zio - non avendo ancora conseguito l'età canonica di ventisette anni, la gestì in qualità di amministratore apostolico; lasciò detta sede episcopale per occupare quella di Saintes in Francia (già amministrata dallo zio) il 12 giugno 1514, in luogo di quella di Vicenza originariamente destinatagli.

Stemma dei Soderini

Nel 1527 fu scelto dal governo repubblicano di Firenze quale ambasciatore presso re Francesco I di Francia, con l'obiettivo di convincere il sovrano a difendere la città contro le truppe imperiali.
Divenuto molto vicino al re, Soderini fu un ardente sostenitore dell'intervento francese in Italia; la corrispondenza che scambiò a riguardo con lo zio cardinale a Roma fu intercettata da papa Adriano VI, che nel 1523 fece incarcerare l'anziano prelato a Castel Sant'Angelo. 
Rimasto in Francia, al riparo dall'ira papale, morì nella sua diocesi nel 1544 e fu sepolto nella cattedrale di San Pietro.